# Eurocopa 1996
La Eurocopa 1996 (oficialmente Campeonato Europeo de Fútbol de la UEFA 1996 o UEFA Euro 1996) fue la décima edición del campeonato europeo de fútbol masculino organizado por la UEFA. Se disputó en Inglaterra desde el 8 hasta el 30 de junio de 1996.
El campeonato contó con la participación de 16 selecciones nacionales adscritas a la UEFA, ocho más que en la anterior edición. Inglaterra entró automáticamente como país organizador, mientras que las quince restantes obtuvieron la plaza a través de la correspondiente fase clasificatoria. Hubo un mayor número de debutantes gracias a la extensión del torneo: Bulgaria, Suiza y Turquía disputaron su primera edición, al igual que Croacia, República Checa y Rusia como estados independientes.
La selección de Alemania se proclamó vencedora tras superar en la final a la revelación del torneo, la República Checa, por 2:1 con un tanto de Oliver Bierhoff en la prórroga. El partido quedó resuelto antes de concluir el tiempo suplementario gracias a una nueva norma, el «gol de oro», que se mantuvo en vigor hasta 2002. Los alemanes lograron así su tercera Eurocopa, y la primera de todas desde la reunificación del país en 1990. 
La concesión de la Eurocopa 1996 sirvió para reintegrar al fútbol inglés en la UEFA, después de haber cumplido una sanción de cinco años por los incidentes de la final de la Copa de Europa de 1985. La Asociación Inglesa de Fútbol aprovechó la oportunidad para mejorar la seguridad de los estadios y ofrecer una imagen alejada del fenómeno hooligan. El eslogan elegido, Football Comes Home («el fútbol vuelve a casa»), hacía referencia a los orígenes británicos de este deporte. Las medidas resultaron un éxito ya que se batieron récords de asistencia, con una media de 41 158 espectadores por partido y más de 1,27 millones de aficionados. Estas cifras no fueron superadas hasta la edición de 2012.
La UEFA modernizó la competición con el sistema de tres puntos por victoria, el gol de oro para resolver desempates en la prórroga, facilidades en las convocatorias y una mayor conectividad entre el trío arbitral.

## Elección de sede
La elección tuvo lugar el 5 de mayo de 1992, en un congreso del Comité Ejecutivo de la UEFA celebrado en Lisboa (Portugal). Para esa fecha la UEFA aún no había confirmado la ampliación a 16 participantes, así que los aspirantes debían presentar una candidatura con cuatro sedes para ocho selecciones. El Comité votó por unanimidad a Inglaterra frente a las candidaturas de Austria, Grecia, Países Bajos y Portugal.
La propuesta de la Asociación Inglesa de Fútbol partía como favorita desde el momento en que fue presentada. Los clubes ingleses habían cumplido una sanción de cinco años sin competiciones europeas por los incidentes de la final de la Copa de Europa de 1985, así que la organización era vista como una oportunidad para reintegrarlos en una dinámica europea. De igual modo, la Asociación Inglesa veía en la Eurocopa un escaparate para mostrar la modernización del fútbol inglés. Inglaterra se sumó a la defensa europea de la candidatura de Francia por la Copa Mundial de 1998 para obtener el apoyo del presidente de la UEFA, Lennart Johansson. Países Bajos, la otra aspirante con opciones, dejó de lado su propuesta y prefirió centrarse en otra para la Eurocopa 2000, que finalmente organizaron con Bélgica.

## Organización
La organización del torneo corrió a cargo de forma conjunta entre la UEFA, dirigida por Lennart Johansson, y la Asociación Inglesa de Fútbol a través de sus dos principales figuras: el presidente Bert Millichip y el director ejecutivo Graham Kelly.

### Sedes
La Eurocopa 1996 contó con un total de ocho estadios, uno por cada sede: Birmingham, Leeds, Liverpool, Londres, Mánchester, Newcastle upon Tyne, Notthingham y Sheffield. 
Todos los estadios ya estaban construidos antes de la elección de sede y fueron remodelados para cumplir los estándares exigidos por la UEFA. De cara a su modernización se siguieron las recomendaciones del Informe Taylor, escritas a raíz de la investigación oficial de la tragedia de Hillsborough en 1989. Los clubes ya habían asumido en los años 1990 una serie de reformas para eliminar las localidades de pie, mejorar las vías de evacuación y reforzar la seguridad, por lo que la Eurocopa 1996 se afrontaba con el trabajo hecho. 
La candidatura de Inglaterra para la Eurocopa 1996 contemplaba solo cuatro sedes confirmadas: Wembley, Old Trafford, Villa Park y un cuarto estadio por determinar. No obstante, la admisión de nuevos miembros en la UEFA les obligó a incluir cuatro sedes extra para dar cabida a 16 participantes. Este fue el último gran torneo del estadio de Wembley, sede de la final de la Copa Mundial de Fútbol de 1966, antes de su reconstrucción en 2006.
| Birmingham                                                                             | Leeds               | Liverpool         | Londres           |
| -------------------------------------------------------------------------------------- | ------------------- | ----------------- | ----------------- |
| Villa Park                                                                             | Elland Road         | Anfield           | Wembley           |
| Capacidad: 42 573                                                                      | Capacidad: 39 457   | Capacidad: 45 362 | Capacidad: 80 000 |
|                                                                                        |                     |                   |                   |
| Birmingham Leeds Liverpool Londres Mánchester Nottingham Newcastle upon Tyne Sheffield |                     |                   |                   |
| Mánchester                                                                             | Newcastle upon Tyne | Nottingham        | Sheffield         |
| Old Trafford                                                                           | St James' Park      | City Ground       | Hillsborough      |
| Capacidad: 68 217                                                                      | Capacidad: 52 387   | Capacidad: 30 602 | Capacidad: 39 859 |
|                                                                                        |                     |                   |                   |

### Formato de competición
La Eurocopa 1996 se desarrolla en dos fases: una fase de grupos y una fase de eliminación directa por el título.
En la fase de grupos, las 16 selecciones participantes son divididas en dos grupos con cuatro equipos cada uno. Siguiendo un sistema de todos contra todos, cada equipo juega una vez contra los tres rivales de su grupo. A su conclusión, el campeón y el subcampeón de grupo se clasifican para la siguiente fase, mientras que el tercero y el cuarto caen eliminados. 
En octubre de 1994 hubo un cambio en la normativa FIFA de puntuación: por primera vez se otorgaban tres puntos por victoria, uno por empate y cero en la derrota. Además, en la última jornada había horario unificado para que los equipos no pudieran verse condicionados por el resultado de sus rivales directos. 
En caso de empate a puntos, el orden de la clasificación se determina bajo los siguientes criterios:
1. El mayor número de puntos obtenidos en todos los partidos del grupo;
2. La mayor diferencia de goles en todos los partidos del grupo;
3. El mayor número de goles a favor en todos los partidos del grupo;
4. Sorteo puro.

La fase final de eliminación directa se desarrolla a un solo partido con cuartos de final, semifinales y final. El emparejamiento se hace con arreglo a los resultados de la fase de grupos, de modo que los campeones de grupo no podían enfrentarse entre sí en cuartos de final. 
Si al término del tiempo reglamentario hay un empate, era necesario disputar una prórroga (dos partes de quince minutos). Esta vez se introdujo una nueva regla de desempate, conocida como «gol de oro», por la que el partido terminaba automáticamente cuando uno de los dos equipos marcaba un gol. En caso de persistir el empate, se lanzaba una tanda de penaltis.

### Árbitros
| País            | Árbitro                            | Asistentes                                     | Asistentes                                          |
| --------------- | ---------------------------------- | ---------------------------------------------- | --------------------------------------------------- |
| Alemania        | Bernd Heynemann Hellmut Krug       | Joachim Ren                                    | Uwe Ennuschat                                       |
| Austria         | Gerd Grabher                       | Egon Bereuter                                  | Manfred Zeiszer                                     |
| Bélgica         | Guy Goethals                       | Marc Van den Broeck                            | Stany Op de Beeck                                   |
| Bielorrusia     | Vadim Zhuk                         | Yuri Dupanov                                   | Aleh Chykun                                         |
| Bulgaria        | Atanas Uzunov                      | Ivan Borissov Lekov                            | Iordan Iordanov                                     |
| Dinamarca       | Peter Mikkelsen Kim Milton Nielsen | Jens Larsen Henning Knudsen                    | Carl-Johan Christensen Meyer Torben Siersen         |
| España          | Díaz Vega López Nieto              | Joaquín Olmos González Fernando Tresaco Gracia | Victoriano Giráldez Carrasco Manuel López Fernández |
| Francia         | Marc Batta                         | Pierre Ufrasi                                  | Jacques Mas                                         |
| Inglaterra      | David Elleray Dermot Gallagher     | Anthony Bates Peter Walton                     | Phil Joslin Mark Warren                             |
| Hungría         | Sándor Puhl                        | László Hamar                                   | Imre Bozóky                                         |
| Italia          | Piero Ceccarini Pierluigi Pairetto | Enrico Preziosi Fabrizio Zanforlin             | Donato Nicoletti Tullio Manfredini                  |
| Países Bajos    | Mario van der Ende                 | Jan Dolstra                                    | Berend Talens                                       |
| República Checa | Václav Krondl                      | Milan Brabec                                   | Otakar Draštík                                      |
| Rusia           | Nikolai Levnikov                   | Serguei Foursa                                 | Sergei Frantsuzov                                   |
| Suecia          | Anders Frisk Leif Sundell          | Mikael Nilsson Sten Samuelsson                 | Kenneth Petersson Mikael Hansson                    |
| Suiza           | Serge Muhmenthaler                 | Ernst Felder                                   | Martin Freiburghaus                                 |
| Turquía         | Ahmet Çakar                        | Akif Uğurdur                                   | Turgay Güdü                                         |

## Equipos participantes
En cursiva los países debutantes en la competición.
| Equipos participantes | Equipos participantes | Equipos participantes | Equipos participantes |
| --------------------- | --------------------- | --------------------- | --------------------- |
| Alemania              | Escocia               | Italia                | Rumania               |
| Bulgaria              | España                | Países Bajos          | Rusia                 |
| Croacia               | Francia               | Portugal              | Suiza                 |
| Dinamarca             | Inglaterra            | República Checa       | Turquía               |

## Resultados
- Las horas indicadas en los partidos corresponden al huso horario local de Inglaterra: Horario de verano británico – BST: (UTC+1).

### Fase de grupos
– Clasificado para los cuartos de final.

#### Grupo A

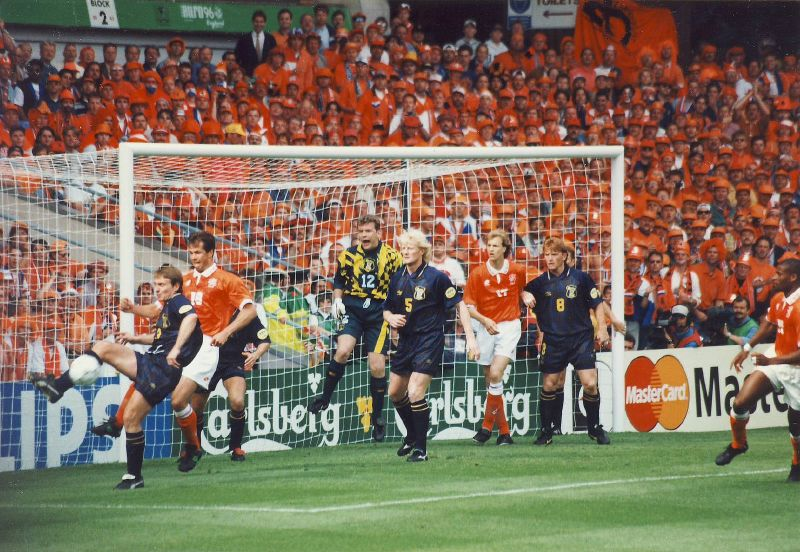
Países Bajos ante Escocia en el Villa Park de Birmingham.

| Selección    | Pts | PJ | PG | PE | PP | GF | GC | Dif |
| ------------ | --- | -- | -- | -- | -- | -- | -- | --- |
| Inglaterra   | 7   | 3  | 2  | 1  | 0  | 7  | 2  | 5   |
| Países Bajos | 4   | 3  | 1  | 1  | 1  | 3  | 4  | −1  |
| Escocia      | 4   | 3  | 1  | 1  | 1  | 1  | 2  | −1  |
| Suiza        | 1   | 3  | 0  | 1  | 2  | 1  | 4  | −3  |

#### Grupo B

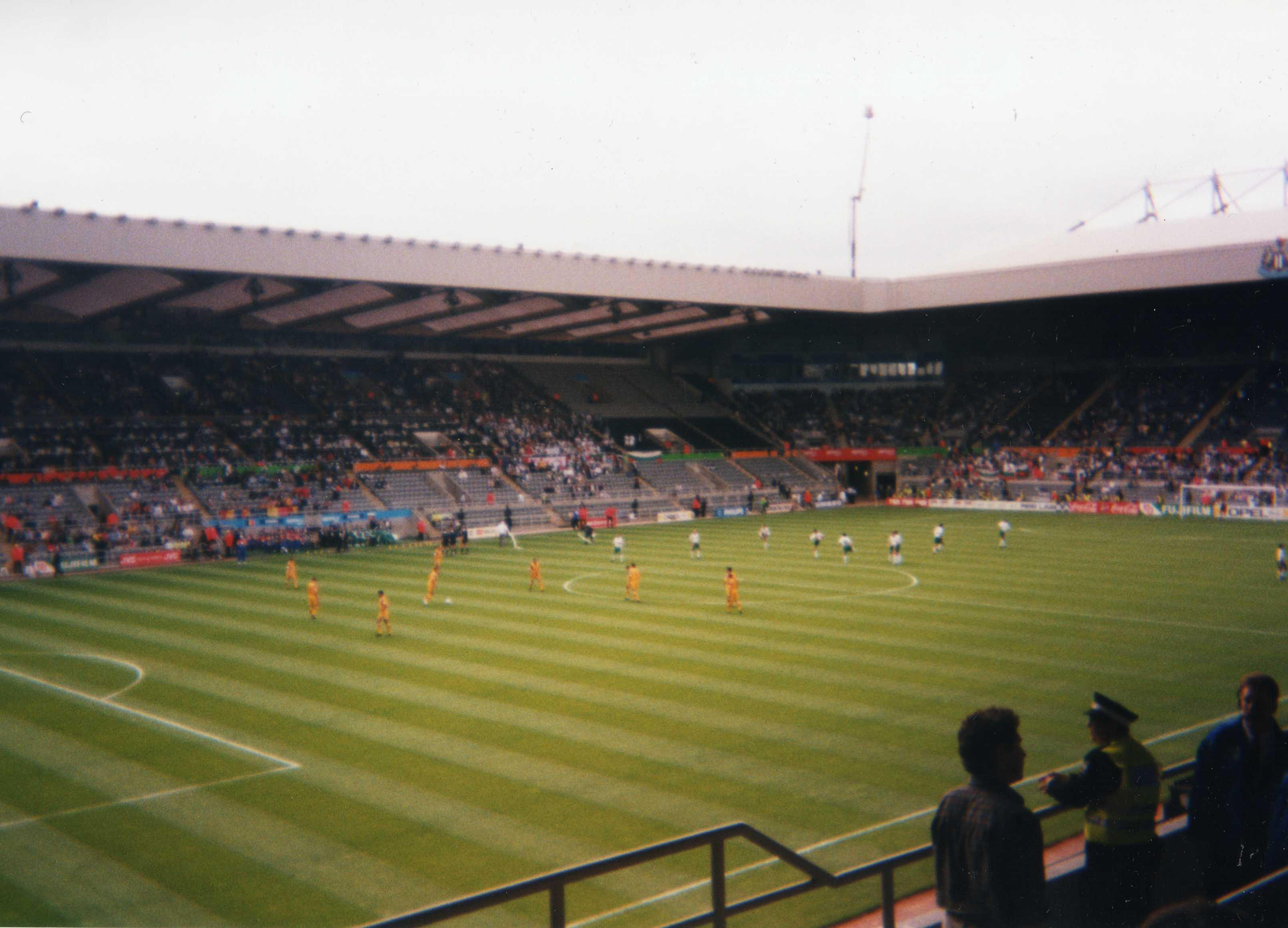
Bulgaria ante Rumania en el St James' Park de Newcastle.

| Selección | Pts | PJ | PG | PE | PP | GF | GC | Dif |
| --------- | --- | -- | -- | -- | -- | -- | -- | --- |
| Francia   | 7   | 3  | 2  | 1  | 0  | 5  | 2  | 3   |
| España    | 5   | 3  | 1  | 2  | 0  | 4  | 3  | 1   |
| Bulgaria  | 4   | 3  | 1  | 1  | 1  | 3  | 4  | −1  |
| Rumania   | 0   | 3  | 0  | 0  | 3  | 1  | 4  | −3  |

#### Grupo C
| Selección       | Pts | PJ | PG | PE | PP | GF | GC | Dif |
| --------------- | --- | -- | -- | -- | -- | -- | -- | --- |
| Alemania        | 7   | 3  | 2  | 1  | 0  | 5  | 0  | 5   |
| República Checa | 4   | 3  | 1  | 1  | 1  | 5  | 6  | −1  |
| Italia          | 4   | 3  | 1  | 1  | 1  | 3  | 3  | 0   |
| Rusia           | 1   | 3  | 0  | 1  | 2  | 4  | 8  | −4  |

#### Grupo D
| Selección | Pts | PJ | PG | PE | PP | GF | GC | Dif |
| --------- | --- | -- | -- | -- | -- | -- | -- | --- |
| Portugal  | 7   | 3  | 2  | 1  | 0  | 5  | 1  | 4   |
| Croacia   | 6   | 3  | 2  | 0  | 1  | 4  | 3  | 1   |
| Dinamarca | 4   | 3  | 1  | 1  | 1  | 4  | 4  | 0   |
| Turquía   | 0   | 3  | 0  | 0  | 3  | 0  | 5  | −5  |

### Fase de eliminación
|  | Cuartos de final         | Cuartos de final      |                          |       | Semifinales | Semifinales |  |  | Final | Final |
|  |                          |                       |                          |       |             |             |  |  |       |       |
|  | 22 de junio – Liverpool  |                       |                          |       |             |             |  |  |       |       |
|  |                          |                       |                          |       |             |             |  |  |       |       |
|  | Francia (p.)             | 0 (5)                 |                          |       |             |             |  |  |       |       |
|  | Francia (p.)             | 0 (5)                 | 26 de junio – Mánchester |       |             |             |  |  |       |       |
|  | Países Bajos             | 0 (4)                 |                          |       |             |             |  |  |       |       |
|  | Países Bajos             | 0 (4)                 | Francia                  | 0 (5) |             |             |  |  |       |       |
|  | 23 de junio – Birmingham |                       | Francia                  | 0 (5) |             |             |  |  |       |       |
|  |                          | República Checa (p.)  | 0 (6)                    |       |             |             |  |  |       |       |
|  | Portugal                 | República Checa (p.)  | 0 (6)                    | 0     |             |             |  |  |       |       |
|  | Portugal                 |                       | 30 de junio – Londres    | 0     |             |             |  |  |       |       |
|  | República Checa          | 1                     |                          |       |             |             |  |  |       |       |
|  | República Checa          | 1                     | República Checa          | 1     |             |             |  |  |       |       |
|  | 23 de junio – Mánchester |                       | República Checa          | 1     |             |             |  |  |       |       |
|  |                          | Alemania (t.s.)       | 2                        |       |             |             |  |  |       |       |
|  | Alemania                 | Alemania (t.s.)       | 2                        | 2     |             |             |  |  |       |       |
|  | Alemania                 | 26 de junio – Londres |                          | 2     |             |             |  |  |       |       |
|  | Croacia                  | 1                     |                          |       |             |             |  |  |       |       |
|  | Croacia                  | 1                     | Alemania (p.)            | 1 (6) |             |             |  |  |       |       |
|  | 22 de junio – Londres    |                       | Alemania (p.)            | 1 (6) |             |             |  |  |       |       |
|  |                          | Inglaterra            | 1 (5)                    |       |             |             |  |  |       |       |
|  | España                   | Inglaterra            | 1 (5)                    | 0 (2) |             |             |  |  |       |       |
|  | España                   |                       |                          | 0 (2) |             |             |  |  |       |       |
|  | Inglaterra (p.)          | 0 (4)                 |                          |       |             |             |  |  |       |       |
|  | Inglaterra (p.)          | 0 (4)                 |                          |       |             |             |  |  |       |       |

#### Final
La final fue disputada el 30 de junio de 1996, en el Estadio Wembley de Londres, Inglaterra. Los dos ganadores de los partidos de semifinales, Alemania y República Checa, se enfrentaron en un único partido de 103 minutos. Previamente se realizó la ceremonia de clausura del evento. En la primera parte los dos equipos estuvieron muy igualados. Pero en la segunda parte República Checa marcó un gol de penalti de Patrik Berger en el 59'. Al ver este gol los alemanes reaccionaron. En el minuto 73' Oliver Bierhoff metió el gol del empate para Alemania. Solo hubo primera parte de prórroga porque Oliver Bierhoff marcó el gol de oro para Alemania en el minuto 95'. La invicta selección de Alemania se coronó así por tercera vez como campeona de la Eurocopa tras la Eurocopa 1980, rompiendo una sequía de 16 años sin ganar una Eurocopa.
|                     |
| Bandera de Alemania |
| Campeón Alemania    |
| 3.er título         |

## Estadísticas

### Clasificación general

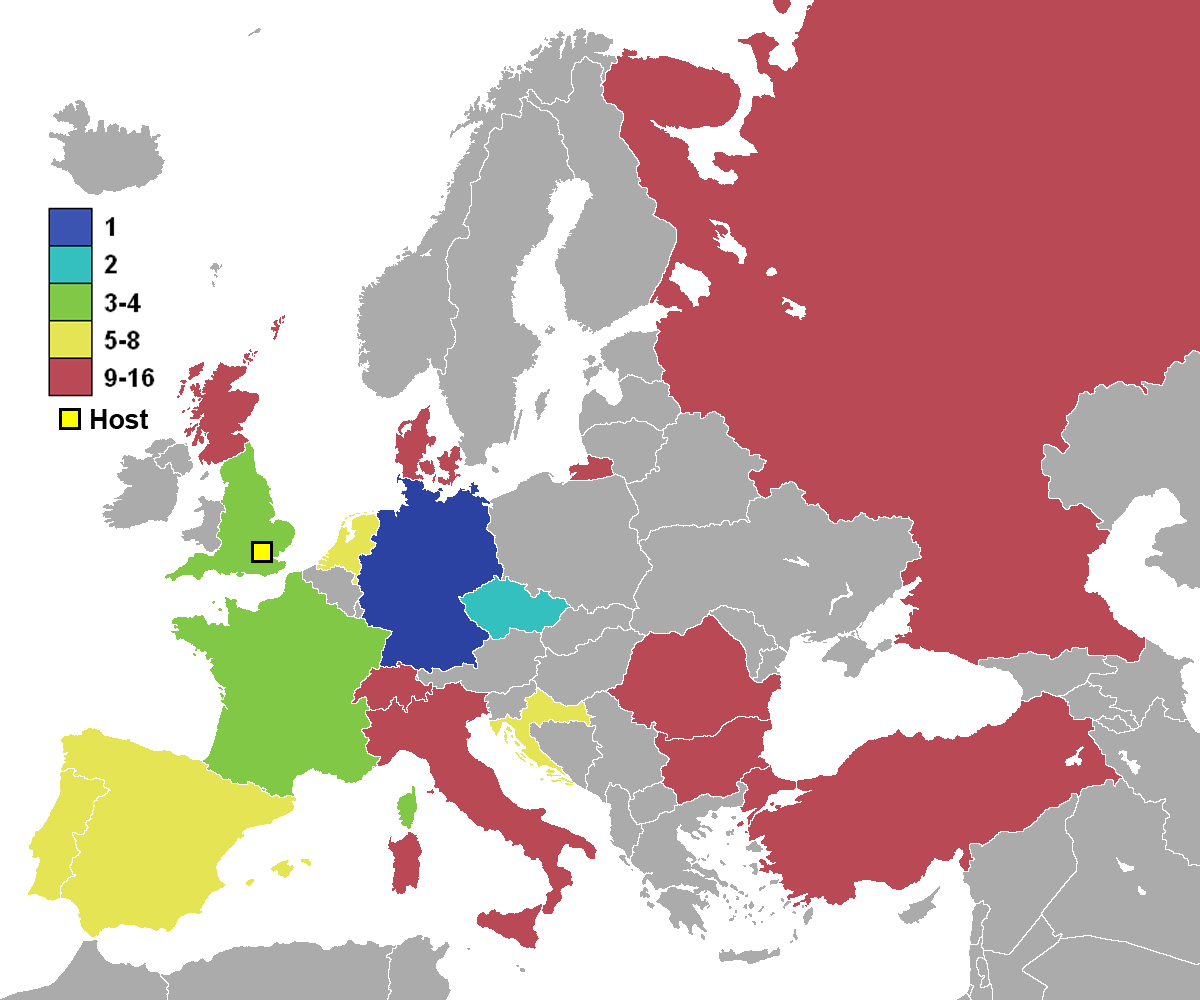
Mapa según los resultados de la Euro 1996.

Nota: las tablas de rendimiento no reflejan la clasificación final de los equipos, sino que muestran el rendimiento de los mismos atendiendo a la ronda final alcanzada.
| Pos. | Selección       | Pts | PJ | PG | PE | PP | GF | GC | Dif. | Rend.  |
| ---- | --------------- | --- | -- | -- | -- | -- | -- | -- | ---- | ------ |
| 1    | Alemania        | 14  | 6  | 4  | 2  | 0  | 10 | 3  | 7    | 77.78% |
| 2    | República Checa | 8   | 6  | 2  | 2  | 2  | 7  | 8  | −1   | 44.44% |
| 3    | Inglaterra      | 9   | 5  | 2  | 3  | 0  | 8  | 3  | 5    | 60%    |
| 4    | Francia         | 9   | 5  | 2  | 3  | 0  | 5  | 2  | 3    | 60%    |
| 5    | Portugal        | 7   | 4  | 2  | 1  | 1  | 5  | 2  | 3    | 58.33% |
| 6    | España          | 6   | 4  | 1  | 3  | 0  | 4  | 3  | 1    | 50%    |
| 7    | Croacia         | 6   | 4  | 2  | 0  | 2  | 5  | 5  | 0    | 50%    |
| 8    | Países Bajos    | 5   | 4  | 1  | 2  | 1  | 3  | 4  | −1   | 41.67% |
| 9    | Dinamarca       | 4   | 3  | 1  | 1  | 1  | 4  | 4  | 0    | 44.44% |
| 10   | Italia          | 4   | 3  | 1  | 1  | 1  | 3  | 3  | 0    | 44.44% |
| 11   | Bulgaria        | 4   | 3  | 1  | 1  | 1  | 3  | 4  | −1   | 44.44% |
| 12   | Escocia         | 4   | 3  | 1  | 1  | 1  | 1  | 2  | −1   | 44.44% |
| 13   | Suiza           | 1   | 3  | 0  | 1  | 2  | 1  | 4  | −3   | 11.11% |
| 14   | Rusia           | 1   | 3  | 0  | 1  | 2  | 4  | 8  | −4   | 11.11% |
| 15   | Rumania         | 0   | 3  | 0  | 0  | 3  | 1  | 4  | −3   | 0%     |
| 16   | Turquía         | 0   | 3  | 0  | 0  | 3  | 0  | 5  | −5   | 0%     |

## Goleadores
| Jugador             | Selección  | Goles | Minuto |
| ------------------- | ---------- | ----- | ------ |
| Alan Shearer        | Inglaterra | 5     | 496    |
| Brian Laudrup       | Dinamarca  | 3     | 270    |
| Hristo Stoitchkov   | Bulgaria   | 3     | 270    |
| Jürgen Klinsmann    | Alemania   | 3     | 314    |
| Davor Šuker         | Croacia    | 3     | 314    |
| Oliver Bierhoff     | Alemania   | 2     | 128    |
| Pierluigi Casiraghi | Italia     | 2     | 202    |
| Teddy Sheringham    | Inglaterra | 2     | 556    |
| Matthias Sammer     | Alemania   | 2     | 575    |

### Equipo ideal
| Porteros      | Defensas        | Centrocampistas  | Delanteros       |
| ------------- | --------------- | ---------------- | ---------------- |
| Andreas Köpke | Laurent Blanc   | Rui Costa        | Youri Djorkaeff  |
| David Seaman  | Marcel Desailly | Didier Deschamps | Pavel Kuka       |
|               | Radoslav Látal  | Dieter Eilts     | Alan Shearer     |
|               | Paolo Maldini   | Paul Gascoigne   | Hristo Stoichkov |
|               | Matthias Sammer | Steve McManaman  | Davor Šuker      |
|               |                 | Karel Poborský   |                  |

## Símbolos

### Balón

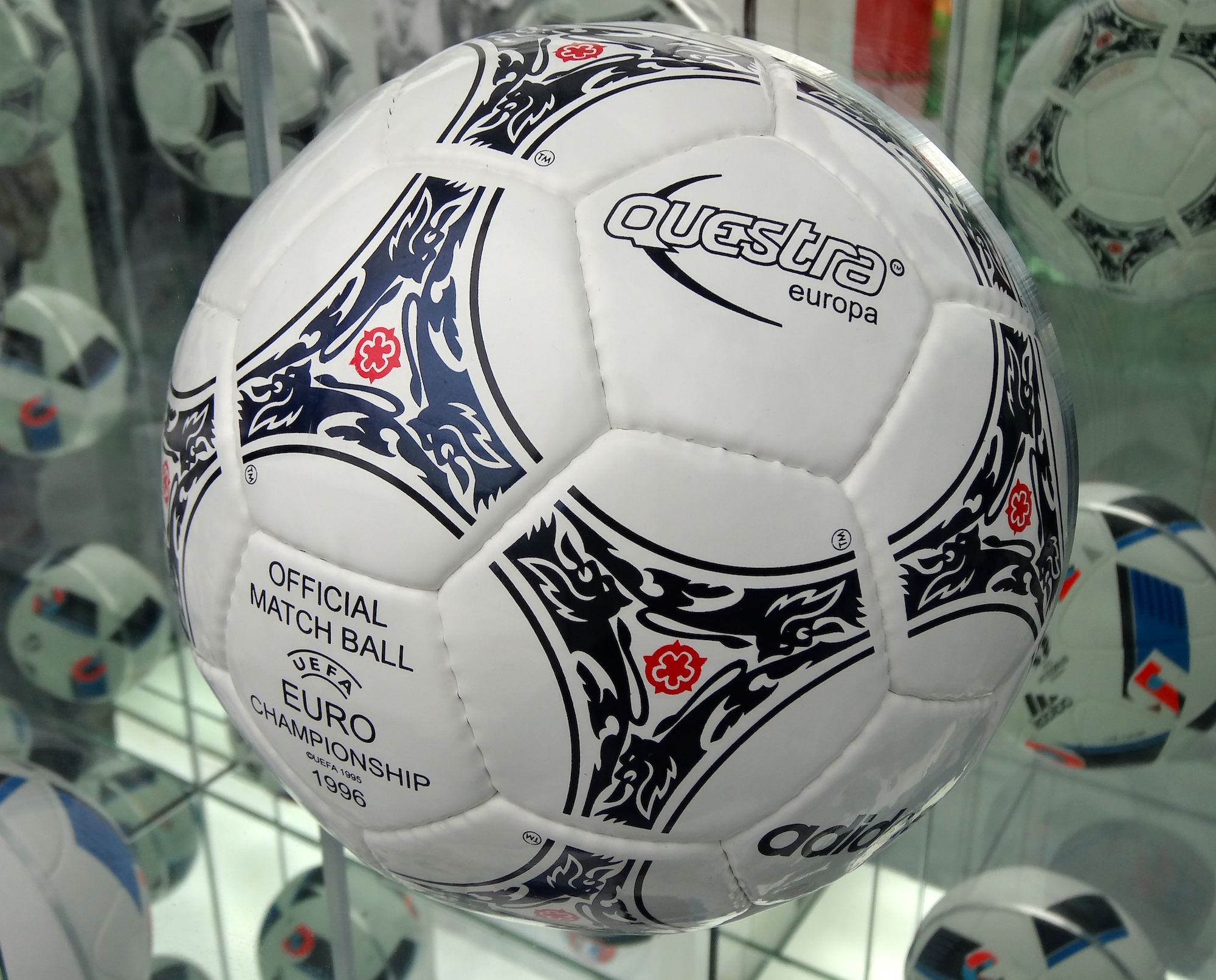
Balón oficial del torneo el "Questra Europa"

El balón oficial del torneo fue el Adidas Questra Europa, fabricado por la marca alemana Adidas. Se trataba de un modelo idéntico al Adidas Questra utilizado en la Copa Mundial de Fútbol de 1994, con un diseño diferente que por primera vez incorporaba colores diferentes al negro. El Questra está compuesto por cinco capas de materiales, envueltas en espuma de polietileno, que daban al balón más resistencia y una mejor respuesta de disparo.

### Canción oficial
Como himno oficial de la Eurocopa 1996 se utilizó la canción pop «We're in This Together», interpretado por Simply Red y parte del quinto álbum de la banda, Life.
La Asociación Inglesa de Fútbol impulsó el lanzamiento de un álbum propio, The Beautiful Game, que contó con la participación de numerosos artistas de la escena musical británica. Entre todas las canciones del disco cabe destacar Three Lions (It's Coming Home), de The Lightning Seeds en colaboración con los cómicos David Baddiel y Frank Skinner. Three Lions era una canción de apoyo a la selección inglesa que, lejos de seguir un tono triunfalista, menciona las derrotas de Inglaterra para desear un éxito similar al de la Copa Mundial de 1966. El tema superó en popularidad al himno oficial y los propios aficionados ingleses lo convirtieron en un cántico de animación.

### Mascota
La mascota oficial fue «Goaliath», un amistoso león antropomórfico que va vestido con la equipación de Inglaterra. El león es uno de los símbolos presentes en el escudo de Inglaterra, y ya había sido utilizado por la organización de la Copa Mundial de 1966 para crear a World Cup Willie, la primera mascota oficial del torneo.